# Procladius cinereus
Procladius cinereus är en tvåvingeart som beskrevs av Maurice Emile Marie Goetghebuer och Lenz 1936. Procladius cinereus ingår i släktet Procladius och familjen fjädermyggor.
Artens utbredningsområde är Belgien. Arten är reproducerande i Sverige. Inga underarter finns listade i Catalogue of Life.